# Martin Axelrad
Pour les articles homonymes, voir Axelrad.
 (juin 2024).
Si vous disposez d'ouvrages ou d'articles de référence ou si vous connaissez des sites web de qualité traitant du thème abordé ici, merci de compléter l'article en donnant les références utiles à sa vérifiabilité et en les liant à la section « Notes et références ».
Martin Axelrad, dit Jean-Pierre, ou Nicolas, ou Maki (né le 28 mai 1926, Vienne, (Autriche) et mort le 14 août 2010 à Rome (Italie) est un militant communiste.

## Biographie

### Jeunesse et Famille
D'origine juive autrichienne, réfugié en France avec l'aide de l’Œuvre de secours aux enfants (OSE), présidée un temps par le physicien Albert Einstein; le totem Maki lui est ensuite attribué par les Éclaireurs Israélites parmi lesquels il passe à Moissac la première partie de la guerre, avant d'être hébergé pour quelques mois au Chambon sur Lignon. Il obtient un diplôme d'ingénieur à l'Institut d'Optique de Paris en 1953. Il devient ultérieurement maître de conférences de physique à Orsay (Paris XI) et milite de 1960 à 1982 au Parti communiste international. Ces années ont été évoquées par sa fille dans le roman La Varsovienne (1990). Son dernier combat (mené pour lui par ses enfants) a été d'obtenir le droit à l'euthanasie.

### Carrière
Il fait partie des auteurs anonymes, en 1960, de l'article Auschwitz ou le grand alibi, également attribué à Amadeo Bordiga. Victime de nombreuses tentatives de récupération, cet article publié dans le journal Le Prolétaire n'était en aucun cas négationniste, selon ses partisans. Des lectures plus critiques ont au contraire voulu démontrer comment le point de vue anti-capitaliste exprimé dans ce texte nie toute spécificité du fascisme comme du nazisme, qu'il dédouane de tout antisémitisme en dépit de l'évidence.
Il a également publié en 2006, aux éditions Portaparole, sous le pseudonyme de Max Aplboïm, le roman policier Un jambon beurre pour le rabbin et le livre anti-créationniste Dieu n’existe pas. 

### Critiques
Valérie Igounet, Christophe Bourseiller et Ras l’Front ont analysé Auschwitz ou le grand alibi comme un texte fondateur du négationnisme de gauche, idée contestée par Gilles Dauvé, Serge Quadruppani, Louis Janover et Axelrad pour qui le bordiguisme n'est ni un mouvement « rouge-brun », ni une incarnation de la « perversion négationniste » niant la réalité du génocide juif.